# 卡西拉 (密西西比州)
卡西拉（英語：Cascilla）是位於美國密西西比州塔拉哈奇縣的非建制地區。

## 歷史
卡西拉的郵局自1880年營運至今。

## 地理
卡西拉所處的海拔為高於海平面116米（即381英呎），而該地所採用的時區為UTC-6，即北美中部時區（CST）。同時該地設有夏令時間，為UTC-6調快一小時，即UTC-5（CDT）。